# Hominide
Hominide é uma novela do escritor austríaco Klaus Ebner.

## Sinopse
A história passa-se há milhões de anos. É a história de um sociedade fictício dos extintos hominídeos que habitam a África Central. Fazendo referência aos sete dias de criação do mundo, o romance tem lugar em sete dias. O protagonista, Pitar, leva seu bando em direcção a civilização, e a tensão se coloca entre estes e o clã Costello, chefiados por Re rival. Ao longo da história, Pitar inventa ferramentas, descobre o uso do fogo, e se apaixona por Maluma. O sétimo dia marca uma viragem na história, como os membros da banda separados um do outro.
A linguagem contemporânea dos personagens e conhecimento profundo que Pitar tem da história moderna, da filosofia e da ciência adicionam um humor grotesco ao romance, pois ele e seus dois amigos citam várias obras da literatura clássica romana e provérbios chineses. O livro foi publicado pela editora vienense FZA Verlag em Outubro de 2008. Entre 2008 e 2010, vários críticos e escritores austríacos e alemães publicaram resenhas do livro.

### Fonte primária
- Ebner, Klaus. Hominide. Vienna: FZA Verlag, 2008. ISBN 978-3-9502299-7-4